# ミズタマソウ属
ミズタマソウ属（ミズタマソウぞく、学名：Circaea 、漢字表記：水玉草属）は、アカバナ科の属の1つ。

## 特徴
多年草。茎は細長く、葉は単葉で対生し、葉柄があり、縁に鋸歯がある。花は2数性。小さい花は両性花で、ふつう白色、茎先または上部の葉腋に総状花序をつける。萼裂片は2個。花弁は2個あり、筒状の花床から出る。雄蕊は2個あり、花弁と互生する。かぎ状毛のある子房は下位で、1-2室あり、花柱は糸状で、柱頭は頭状になる。果実はかぎ状の刺毛が残る堅果で、開裂しない。各室に1個の種子がある。

## 分布
日本に5種あり、世界に約12種分布する。

## 日本に分布する種
和名および学名の記載はYListによる。
- ミヤマタニタデ Circaea alpina L. subsp. alpina - 深山や高山に生え、草丈が5-18cmと低い[1]。
  - ケミヤマタニタデ Circaea alpina L. subsp. caulescens (Kom.) Tatew.
- エゾミズタマソウ Circaea canadensis (L.) Hill subsp. quadrisulcata (Maxim.) Boufford（シノニム：Circaea quadrisulcata (Maxim.) Franch. et Sav.） - 全草ほとんど無毛。葉の基部はやや心形になる[3]。花柄には短い腺毛が密生する[1]。
- ウシタキソウ Circaea cordata Royle - 全体に毛が多く、葉柄が長く、葉の基部が卵状心形になる[1]。
- タニタデ Circaea erubescens Franch. et Sav. - 花柄は無毛で、茎の節部と葉柄は紅色を帯びる[1]。葉の基部が丸い[3]。
- ミズタマソウ Circaea mollis Siebold et Zucc. - 茎に下向きの細毛があり[1]、茎の節部が多少紅色を帯びる[3]。葉の基部はくさび形になる[4]。
  - ミヤマミズタマソウ Circaea mollis Siebold et Zucc. f. montana Hiyama

自然交雑種
- ミズタマタニタデ Circaea erubescens Franch. et Sav. × C. mollis Siebold et Zucc. - タニタデ×ミズタマソウ
- タニタデモドキ Circaea × decipiens Boufford - タニタデ×エゾミズタマソウ
- オオタニタデ Circaea × dubia H.Hara - タニタデ×ウシタキソウ
- マルヤマタニタデ Circaea × mentiens Boufford - ミヤマタニタデ×タニタデ
- ヒロハノミズタマソウ Circaea × ovata (Honda) Boufford - ウシタキソウ×ミズタマソウ
- ハヤチネミズタマソウ Circaea × skvortsovii Boufford - ウシタキソウ×エゾミズタマソウ
- ヤマタニタデ Circaea × sterilis Boufford - ミヤマタニタデ×エゾミズタマソウ

## ギャラリー
- ミヤマタニタデ
- ウシタキソウ
- タニタデ
- ミズタマソウ